# Aleksandr Mihailovici Krîmov
Alexandr Mihailovici Krimov (în rusă Александр Михайлович Крымов) (n. 23 octombrie 1871 – d. 31 august 1917) a fost unul dintre generalii Armatei Țariste Ruse din Primul Război Mondial.
A îndeplinit funcția de comandant al Corpul 3 Cavalerie rus în campania acestuia din România, având gradul de general-locotenent.:p. 181 